# Windrunner
Windrunner ist eine 2015 in Hanoi gegründete Post-Hardcore-Band.

## Geschichte
Windrunner entstand Anfang des Jahres 2015, als sich Musiker der beiden aufgelösten Rockbands Alive in Sight und Epione zusammentaten. Die erste feste Bandbesetzung besteht aus Sängerin Duong Bui, den beiden Gitarristen Trung Tôn und Nam Dao, dem Bassisten Híu NT sowie aus Schlagzeuger David Hudd.
Bereits Mitte des Jahres 2015 erschien die EP VUI mit fünf Titeln auf physischer und digitaler Ebene. In Europa wurde diese über das japanische Independentlabel First and Last Records veröffentlicht, das zudem den Verkauf in Japan und Südostasien übernahm. Als Gastmusiker wirkten unter anderem Michael Lawler von der multinationalen Post-Hardcore-Band In Vice Versa und Hoàng Long von Clockworks mit.
Im September des Jahres 2018 wurde die Band vom US-amerikanischen Label Famined Records, dessen Vertrieb vom Punklabel Victory Records übernommen wird, unter Vertrag genommen und das Debütalbum MAI für den 30. November 2018 angekündigt.
Windrunner spielten bereits im Vorprogramm für Bands wie King Ly Chee, Attila, Secrets, Benighted und Coldburn, wobei sie in mehreren Staaten Südostasiens zu sehen waren. Der britische Sender BBC führte im Jahr 2016 am Rande eines Auftritts der Band auf einem Musikfestival in Vietnam ein zweieinhalbminütiges Kurzinterview mit Sängerin Duong Bui.
Im März 2019 begleitet die Band Emmure auf ausgewählten Konzerten ihrer Südostasien-Tournee.

## Musik
Die Gruppe spielt eine klassische Variante des Post-Hardcore, der mit Gruppen wie Invent, Animate, Crystal Lake und Earthists vergleichbar ist. Sängerin Duong Bui wechselt zwischen Klargesang und Screamings. Textlich verarbeiten die Musiker persönliche Erlebnisse, aber auch Ahnenverehrung und vietnamesische Traditionen. Die Tatsache, dass Sängerin Duong Bui sowohl den Klargesang als auch den Schreigesang übernommen hat, lag daran, dass der früher Shouter die Band verlassen hat.
Musikalisch werden die Musiker von den unterschiedlichsten Musikrichtungen, von Blues bis zum Extreme Metal, beeinflusst. Es werden auch Einflüsse aus dem Metalcore, Djent, Ambient und Dark Melodic in der Musik der Gruppe attestiert.
Der Titel des Debütalbums, Mai, wurde nach einer Frühlingsblume benannt. Allerdings kann Mai aus dem Vietnamesischen auch mit „Morgen“ übersetzt werden. Auch einzelne Liedtitel sind nach Blumen und Bäume benannt und repräsentieren die verschiedensten Erschwernisse im Leben. Laut Duong Bui drehen sich die Texte im Debütalbum auch um Ausdauer.

## Bandname
Der Bandname wurde durch den Charakter aus dem Videospiel Defense of the Ancients inspiriert.

## Diskografie
- 2015: VUI (EP, First and Last Records, Coreality Records)
- 2018: MAI (Album, Famined Records)
- 2019: SEN (EP)
- 2022: TAN (Album)